# 체르키조보
체르키조보(러시아어: ООО «Группа „Черки́зово“»)는 모스크바에 본사를 둔 러시아 식품회사로서 가금류와 돼지고기의 주요 생산 및 가공업체이다.